# Philippe Corcuff
Philippe Corcuff (Orano, 15 aprile 1960) è un sociologo e politologo francese.

## Biografia
Corcuff è docente di scienze politiche all'Istituto di studi politici di Lione dall'ottobre 1992 e membro del laboratorio CERLIS (Centre de Recherche sur les Liens Sociaux, Université de Paris / Université Sorbonne Nouvelle / CNRS) dall'ottobre 2003. Politicamente impegnato a sinistra, con una traiettoria che lo ha portato dal Partito Socialista all'Anarchismo pragmatico, passando per gli ecologisti e il Nuovo Partito Anticapitalista, si definisce un "attivista alterglobalist e libertario". È stato editorialista del settimanale satirico francese Charlie Hebdo dal 2001 al 2004.
Sociologicamente parlando, aveva iniziato a studiare con un approccio socio-etnografico, nell'ambito della sua tesi, la costruzione di gruppi sociali, attraverso il sindacalismo dei ferrovieri e, più ampiamente, il movimento operaio. Offre poi una lettura della sociologia critica di Pierre Bourdieu, sottolineando l'aspetto "post-marxista" della sua critica sociale, pur evidenziando diverse contraddizioni. Lo ha fatto soprattutto nel libro Bourdieu autrement (2003). In questa prospettiva, ha collegato la sociologia critica di Pierre Bourdieu, la sociologia pragmatica di Luc Boltanski e la filosofia dell'emancipazione di Jacques Rancière per costruire una nuova teoria critica, soprattutto nel suo libro Où est passée la critique sociale? (2012).
La rivalutazione del posto dell'individualità è stato uno degli assi su cui si è sviluppato questo nuovo pensiero critico. Per esplorare questa nuova teoria critica, ha anche analizzato i prodotti della cultura popolare (romanzo poliziesco, film, serie TV, canzoni...), utilizzando la nozione di "giochi linguistici" presa dal filosofo Ludwig Wittgenstein e attingendo alla filosofia del cinema di Stanley Cavell. A partire dagli anni 2010, si è interessato a una teoria politica critica dell'estrema destra negli spazi pubblici in Francia e di come la confusione delle idee a sinistra vi contribuisca, con il suo libro La grande confusion. Comment l'extrême droite gagne la bataille des idées (2021). Per fare questo, utilizza la nozione di "formazione discorsiva" presa in prestito dal filosofo Michel Foucault.

## Opere principali
- Les Nouvelles Sociologies, Paris, Nathan, 1995, ISBN 2-09-190748-0[5]
- 2002: La Société de verre. Pour une éthique de la fragilité, Paris, Armand Colin, 2002, ISBN 2-200-26436-4)
- Bourdieu autrement. Fragilités d’un sociologue de combat, Paris, Textuel, 2003, ISBN 2-84597-074-9.
- Où est passée la critique sociale ? Penser le global au croisement des savoirs, Paris, La Découverte, 2012, ISBN 978-2-7071-7328-7
- (FR, EN)  Repères libertaires et pragmatiques pour des coalitions altermondialistes/Anarchist and pragmatist Markers for anti-globalization Coalitions, in Delphine Gardey, Cynthia Kraus (eds.), Politiques de coalition. Penser et se mobiliser avec Judith Butler/Politics of Coalition. Thinking Collective Action with Judith Butler, Zurigo, Editions Seismo, 2016
- Romanzo poliziesco, filosofia e critica social, postfazione di Luca Martignani, Sesto San Giovanni (MI), Mimesis, 2017, ISBN 978-8-8575-4430-4
- La grande confusion. Comment l'extrême-droite gagne la bataille des idées, éditions Textuel, 2021, ISBN 978-2-84597-854-6